# Philip Labonte
Philip Steven Labonte (Chicopee, 15 de abril de 1975) es un músico estadounidense de Massachusetts, más conocido como el cantante principal de la banda estadounidense de metalcore All That Remains y antes de Shadows Fall.

## Historia
Phil fundó su primera banda, Perpetual Doom, a mediados de los 90 y tenía un estilo Death metal. Al principio el vocalista era Scott Estes mientras que Labonte era guitarrista, hasta 1993, cuando Labonte pasó a encargarse de las voces, después de que Estes dejara la banda para unirse a la Armada. En agosto de 1993 Phil lo dejó para unirse a la Marina, tras lo cual Perpetual Doom permaneció inactiva. En junio de 1994 con el regreso de Phil, Perpetual Doom se reanudó y publicó una demo al año siguiente. solicitó.
En el 2011 Phil apareció en una entrevista de CNN por medio Skype donde relató sobre su experiencia en el sismo sucedido en Japón ese mismo año. Según Labonte All That Remains se encontraba tocando en un concierto en Osaka, Japón cuando el sismo empezó.

### "Perpetual Doom" y "Shadow Fall"
Labonte dejó definitivamente Perpetul Doom para ser el vocalista de Shadows Fall. Labonte no quiso tocar la guitarra de esta banda como lo hizo en perpetual Doom, y fue primer vocalista de Shadows Fall completando la primera línea de la banda hacia arriba. El disco debut, Somber Eyes to the Sky,  fue lanzado en 1997 a través de Lifeless Records, un sello propiedad del guitarrista Matt Bachand de la banda. Poco después de eso, Labonte tuvo que dejar Shadows Fall, debido a "diferencias musicales" y fue reemplazado con el actual vocalista, Brian Fair.

## Discografía
- Perpetual Doom - "Sorrow's End" (Demo) (1995)
- Shadows Fall - "To Ashes (EP)" (1997)
- Shadows Fall - "Somber Eyes to the Sky" (1997)
- All That Remains - "Behind Silence and Solitude" (2002)
- All That Remains - "This Darkened Heart" (2004)
- All That Remains - "The Fall of Ideals" (2006)
- All That Remains - "Overcome"  (2008)
- All That Remains - "For We Are Many" (2010)
- All That Remains - "A War You Cannot Win" (2012)
- All That Remains - "The Order Of Things" (2015)

## Invitado Especial
- Killswitch Engage - "Self Revolution"
- Killswitch Engage - "To The Sons Of Man"
- Killswitch Engage - "Hope Is..."
- Killswitch Engage - "Irreversal"
- Hero Envy - "Episode #20: Interlude"
- Ligeia - "Makin' Love to a Murderer"
- Flatlined - "Parallel Reflections"
- The Autumn Offering - "Homecoming"
- The Acacia Strain - "Predator; Never Prey"
- Tarja Turunen - "Dark Star"
- Unearth - "Grave of Opportunity" (video musical)